# Феодосій Курика
Феодо́сій Костянти́нович Кури́ка (*1749, Хотівля, Городнянська сотня, Чернігівський полк, Військо Запорозьке Городове — †1785, Москва, Російська імперія) — український вчений-медик, педагог. Доктор медицини, один із перших професорів медицини Московського університету.

## Життєпис
Народився 1749 року (згідно з документами Лейденського університету мав 30 років у 1779; російські довідники подають дату народження 1755) в селі Хотівлі Городнянської сотні Чернігівського полку Гетьманщини в родині козака. Рід козаків Курик зафіксований у ревізії Чернігівського полку 1732, де згаданий «малоґрунтовий козак» Городнянської сотні Лазар Курика.
Навчався у Чернігівському колегіумі. 1774 продовжив навчання у медичній школі при Московському генеральному військовому шпиталі. 1776 вступив до Московського університету, 1778 закінчив медичний факультет із золотою медаллю.
1779 разом із земляком Федором Політковським відправлений на навчання за кордон. 11 листопада вступив до Лейденського університету. 19 вересня 1780 захистив докторську дисертацію під назвою «Медичні тези» (Theses medicae inaugurales). Наступні кілька років стажувався в Парижі, відвідував лекції Ламарка та Лавуазьє, проводив наукові дослідження щодо процесів травлення та кровообігу. Рукописи наукових праць не збереглися.
1784 повернувся в Москву, отримав посаду екстраординарного професора натуральної історії Московського університету. Читав латинською мовою лекції з мінералогії, зоології, ботаніки (за Ліннеєм). 1785 помер.